# Абатство Мон де Ка
Абатство Мон де Ка (на френски: Abbaye du Mont des Cats, официално наименование Abbaye Sainte Marie du Mont des Cats) е трапистко абатство в близост до Годверсвелде, регион Север-Па дьо Кале, департамент Нор, Северозападна Франция.

## История
Абатството е основано на 26 януари 1826 г., когато в района пристигат трапистки монаси от абатството „Нотр-Дам дьо Гар“. Първоначално общността е приорат, а на 29 декември 1847 придобива статут на абатство и името Abbaye Sainte-Marie du Mont. Монашеското братство е от 47 монаси.
В края на XIX век започва строителство на нови манастирски сгради. През април 1918 г. по време на Първата световна война, следва абатството и пивоварната са напълно разрушени при бомбардировки от германските войски. По късно абатството е възстановено, но не и разрушената пивоварна. Поради германската офанзива в района монасите са евакуирани и се завръщат в абатството в края на войната.
На 30 август 1950 г. възстановената абатска църква е осветена от апостолския нунций във Франция, монсеньор Анджело Джузепе Ронкали, който по-късно става папа Йоан XXIII.
Днес абатството е действащ католически манастир, член на Ордена на цистерцианците на строгото спазване (Ordo Cisterciensis Strictioris Observantiae).
Абатството е член на „Международната трапистка асоциация“ (ITA), която защитава интересите на автентичното трапистко производство и гарантира качеството и уникалността му чрез присъждане на логото „Автентичен трапистки продукт“.
В абатството се произвеждат трапистка бира и сирене, като към настоящия момент само сиренето може да носи знака „Автентичен трапистки продукт“.

## Бира мон де Ка
Пивоварната на френското абатство Mont des Cats е създадена през 1848 г. Производството на бира в абатството спира през 1905 г. след указ за експулсиране на чуждите монаси от Франция. Голяма част от монасите са чужденци и емигрират в Белгия. През 1918 г. пивоварната е разрушена от германските войски и впоследствие не е възстановена.
163 години след първата си произведена бира, абатството се връща към пивоварната традиция. На 16 юни 2011 г. френското абатство започна продажба на собствена марка бира Mont des Cats. Това е осмата в света трапистка бира и във Франция се надяват скоро тя да носи логото „Автентичен трапистки продукт“.
Понастоящем трапистката бира Mont des Cats се произвежда в абатството Notre-Dame de Scourmont в Белгия, което е производител и на бирите Chimay.

## Сирене Мон де Ка
В абатството се произвеждат и три вида сирена: Grand Mont des Cats – кръгли пити с тегло около 2 кг, Dessert des Trappistes – малки кръгли пити с тегло около 500 гр. и Flamay – оранжево сирене, напомнящо на младото сирене Мимолет. Сиренето се приготвя по стари трапистки рецепти от 1830 г. Всяко от тези сирена зрее около 4 седмици.